# 零八宪章
《零八宪章》是为了纪念1948年12月10日《世界人权宣言》发表60週年，受捷克斯洛伐克反体制运动的象征性文件《七七宪章》（Charter 77）启发，由张祖桦负责起草、刘晓波等人修改并由303位各界人士於2008年12月9日首批签署的一份宣言。簽署者除發起人劉曉波以外，尚有一些中國異見人士與維權人士，包括鮑彤、丁子霖、刘军宁、戴晴、浦志強、張祖樺、茅于轼、冉云飞等。內容除了提出促进中国（大陸）民主化进程、改善人权状况外，还提出建立中華聯邦共和國來解決兩岸問題及各民族問題。原定於2008年12月10日簽署《世界人權宣言》60週年這一天舉行論壇，並發表中國《零八憲章》。中華人民共和國政府基於政治考慮，禁止了此活動，並逮捕多名發起人。
零八憲章起初參與人士不多，主要由中國303名各界人士發起並簽署，而改革方式為呼籲中國政府進行修憲。為因應世界人權宣言60週年，中國改革人士主張在自由、平等、人權的普世價值下，在中國實施民主、共和、憲政的現代政治架構。起草人在宣言開頭解釋發佈《零八宪章》的立場：“今年是中国立宪百年，《世界人权宣言》公布60週年，“民主墙”诞生30週年，中国政府签署《公民权利和政治权利国际公约》10週年。在经历长期的人权灾难和艰难曲折的抗争历程之后，觉醒的中国公民日渐清楚地认识到，自由、平等、人权是人类共同的普世价值；民主、共和、宪政是现代政治的基本制度架构。”
零八憲章發表後，劉曉波、劉賢斌等部分起草人被以煽動顛覆國家政權罪起訴，前者判刑11年定讞，雖然他不是唯一的發起人，但發表政治民主化、法制化與自由化言論並被中國共產黨判重刑，該操作使得挪威的诺贝尔委员会為此選擇給劉曉波頒發了2010年諾貝爾和平獎，也因而造就零八宪章廣為人知。到2011年6月为止，在《零八宪章》上签名的已經達13,000多人。2009年，聯署网站被中華人民共和國政府封鎖。

## 內容
《零八憲章》分「前言」、「我們的基本理念」、「我們的基本主張」和「結語」等四部分，主要內容是闡述自由、人權、平等、共和、民主、憲政6个概念，主張修改憲法、實行分權制衡，實現立法民主，司法獨立，主張結社、集會、言論、宗教自由，宣言共提出6點理念與19點的主張。

### 基本理念
1. 自由：言論、出版、信仰、集會、結社、遷徙、罷工和游行示威等權利。
2. 人權：人是國家的主體，國服務于人民，政府為人民而存在。
3. 平等：公民不論社會地位、職業、性別、經濟狀況、種族、膚色、宗教或政治信仰，其人格、尊嚴、自由都是平等的。
4. 共和：要求“大家共治，和平共生”，分權制衡與利益平衡。
5. 民主：主權在民和民選政府。
6. 憲政：主張以法制限制政府權力和行為的邊界。

### 基本主張
《零八憲章》内容觸及政治改革、經濟改革、城鄉差距與環境保護等諸多方面，并提出19點基本主張包括：
1. 修改宪法
2. 分權制衡
3. 立法民主
4. 司法獨立
5. 公器公用
6. 人權保障
7. 公職選舉
8. 城乡平等
9. 結社自由
10. 集會自由
11. 言論自由
12. 宗教自由
13. 公民教育
14. 財產保護
15. 財稅改革
16. 社會保障
17. 環境保護
18. 聯邦共和
19. 轉型正義

## 各方反应

### 中國政府及媒体
中华人民共和国政府一般會對異議人士的作為和內容提出批評，但此次很少公开谈论这一宪章，實行保持沉默的做法，中国媒体起初也不得对该宪章做出任何报道。在联合国大会通过世界人权宣言60週年庆祝活动的两天前（2008年12月8日），刘晓波被警方拘留，而数小时前零八宪章在网上刚刚发布。2009年6月23日，他被再次拘留，随后他又被警方以“涉嫌煽动颠覆国家政权”的罪名逮捕。数位诺贝尔奖的得主为此向中国国家主席胡锦涛致信，要求释放他。
在最早签署该宪章的303位支持者中，至少70人遭到了警方的传唤和审问，而国内媒体也不得采访任何签署零八宪章的人。中国警方还对记者李大同和两名律师进行了搜查和讯问，但并未逮捕。《零八宪章》的共同起草人之一刘晓波被起訴，许多其他的签署人也被警方传唤，要求他们退出。据美国之音报道，广东省韶关的民运人士罗勇泉因为签署《零八宪章》于4月1日被韶关市南雄县国保大队传唤，这已经是半个月以来的第二次。博客网站牛博网可能与该宪章有联系，但已被关闭。
2009年12月25日，北京第一中級法院以「煽動顛覆國家政權罪」判處劉曉波有期徒刑11年，剝奪政治權利2年。劉曉波的主要罪證是提出聯邦共和和建立中華聯邦共和國的口號。2010年10月8日，他因为“为中国基本人权所进行的长期、非暴力的斗争”获得了诺贝尔和平奖，中国政府在2010年诺贝尔和平奖之后通过官媒新华网公开透露、批判零八宪章的存在，报道中的高铭暄对刘晓波指责中国共产党这一行为持负面评价，并认为这一行为“具有现实社会危害性”。中国政府网转载的中国外交部文章称刘晓波的确犯罪了，其他国内媒体转载了外交部的文章，称美国要求释放刘晓波这一行为“干涉别国内政”，“中方奉劝美方好好反思和纠正自身存在的各种侵犯人权行为”。
中国媒体一般对零八宪章持负面评价，并否认刘晓波“因言获罪”之说，坚持认为他被判刑是合法、合理的行为。中国网对刘晓波持较大的负面态度，2010年10月的文章认为他“扰乱群众思想”，推行零八宪章会使“中国社会的进步与人民的福祉也将不复存在”。2011年《政治经济学评论》发表文章认为，该宪章会破坏中国的“人民民主专政”，并呼吁人们坚持马克思的阶级观念及其分析方法，敌对势力“利用一切机会、尽一切努力制造政治动乱”。2014年，环球时报在报道中称刘晓波等“激进知识分子”制定零八宪章属于“公然的违宪行为”。

### 国际社会

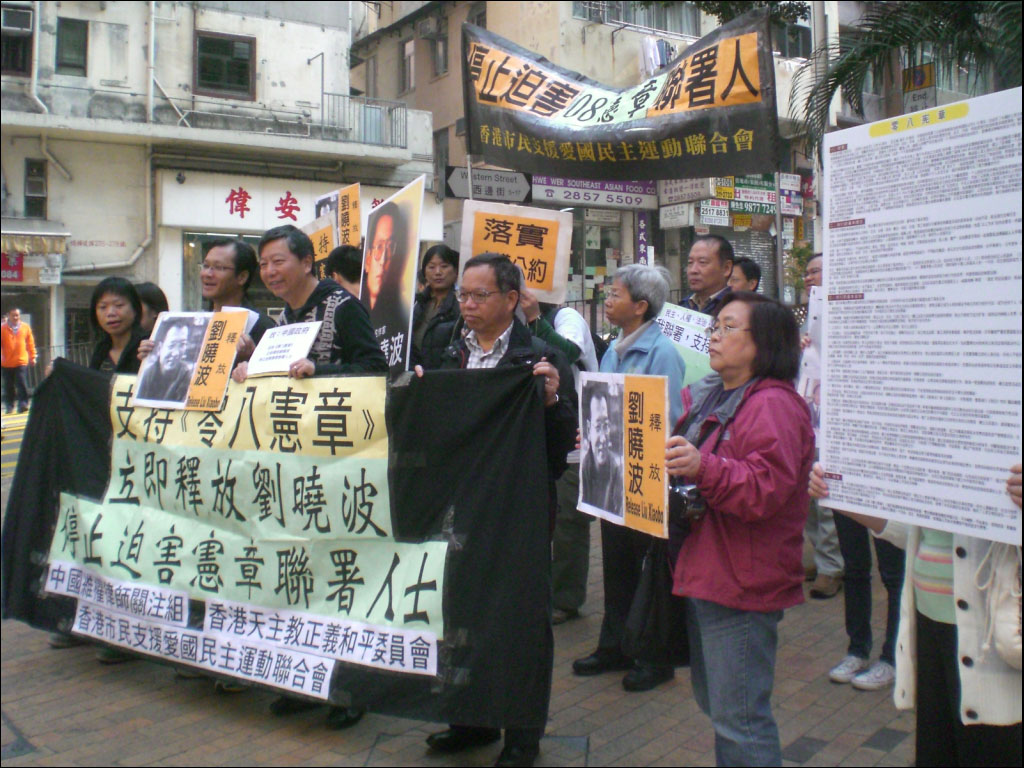
香港市民游行支持零八憲章和要求釋放劉曉波

美国、德国、台灣等国家和地区的政府谴责了中国政府对宪章支持者的骚扰并对该宪章表示赞同，西方多个媒体报道了这一宪章。包括达赖喇嘛在内的其他国际人士也对该宪章表示了支持和赞赏。香港也爆发了要求释放刘晓波等签署人的抗议活动。此外，台灣方面也有對零八憲章進行連署支持的活動。
在海外，該聲明則得到余英時、哈金、陳一諮、方勵之、胡平、宋永毅、蘇曉康、萬潤南、王丹等多名人士的支持。
2009年3月11日，在布拉格开幕的2009年“同一个世界”人权电影节开幕式上，捷克前总统哈维尔亲自将“人与人”（Homo Homini）人权奖授予刘晓波和《零八宪章》签署群体。由于刘晓波在狱中而不能出席，参与签署《零八宪章》的中国哲学家徐友渔、学者崔卫平和律师莫少平代替刘晓波接受这一奖项。
2010年10月8日，刘晓波因为“为中国基本人权所进行的长期、非暴力的斗争”获得了诺贝尔和平奖。德国、挪威、法国等国的政府均对此表示祝贺，并要求中国政府立即释放他。
2019年，集廣舍出版给日本人学习中文的教科书《用零八宪章学习中文》，作者為神戶大學教師劉燕子與日本中央大學副教授及川淳子，已被明治大学等多所学校应用教学。

## 历史及跨國比較
由於零八憲章是要求體制改革的文件簽署運動，許多評論員常引用其他類似事件來做比較，如捷克《77宪章》、台灣《美麗島》等等。
中国政府在通过官媒新华社批判零八宪章，并以《七七宪章》做為其認定的負面例子，表示：模仿《七七憲章》是移植西方制度，在中國必無法實行。
根據維基解密，美國使館及許多國際觀察員的看法認為《零八憲章》是以捷克《七七憲章》為主要藍本，認為文件的名稱和精神都很相似。
中國部落客趙靜則持相反意見，主張《零八憲章》起草人士可能受到包括三十年前台灣民主運動之內的各方面的啟發。